# Aleksandra Kirjašova
Aleksandra Aleksandrovna Kirjašova (in russo Александра Александровна Киряшова?; tr. en: Aleksandra Aleksandrovna Kiryashova; Leningrado, 21 agosto 1985) è un'ex astista russa.

## Palmarès
| Anno | Manifestazione    | Sede       | Evento           | Risultato | Prestazione | Note |
| ---- | ----------------- | ---------- | ---------------- | --------- | ----------- | ---- |
| 2001 | Mondiali allievi  | Debrecen   | Salto con l'asta | Argento   | 4,00 m      |      |
| 2003 | Europei juniores  | Tampere    | Salto con l'asta | Bronzo    | 4,15 m      |      |
| 2004 | Mondiali juniores | Grosseto   | Salto con l'asta | nm (q)    | nm (q)      |      |
| 2007 | Europei indoor    | Birmingham | Salto con l'asta | 16ª (q)   | 4,25 m      |      |
| 2007 | Europei under 23  | Debrecen   | Salto con l'asta | Oro       | 4,50 m      |      |
| 2007 | Universiadi       | Bangkok    | Salto con l'asta | Oro       | 4,40 m      |      |
| 2009 | Europei indoor    | Torino     | Salto con l'asta | 4ª        | 4,50 m      |      |
| 2009 | Mondiali          | Berlino    | Salto con l'asta | 9ª        | 4,40 m      |      |
| 2011 | Europei indoor    | Parigi     | Salto con l'asta | 6ª        | 4,60 m      |      |
| 2011 | Universiadi       | Shenzhen   | Salto con l'asta | Oro       | 4,65 m      |      |
| 2012 | Europei           | Helsinki   | Salto con l'asta | 8ª        | 4,40 m      |      |
| 2013 | Universiadi       | Kazan'     | Salto con l'asta | 7ª        | 4,10 m      |      |